# Zieloni Serbii
Zieloni Serbii (serb. Zeleni Srbije / Зелени Србије, ZS) – serbska partia polityczna o profilu ekologicznym.
Partia powstała 17 listopada 2007. Jej przewodniczącym został Ivan Karić. Przed wyborami w 2012 Zieloni Serbii przyłączyli się do skupionego wokół Partii Demokratycznej i prezydenta Borisa Tadicia bloku Wybór Lepszego Życia, dzięki czemu lider partii uzyskał mandat posła do Zgromadzenia Narodowego.
W 2014 Zieloni Serbii posłużyli jako platforma polityczna byłego prezydenta Borisa Tadicia, który opuścił Partię Demokratyczną, zapowiadając formowanie odrębnego bloku w przedterminowych wyborach parlamentarnych. Zieloni Serbii ogłosili swoje zjednoczenie z nową inicjatywą (która nie była zarejestrowana). Formalnie proces polegał na przekształceniu dotychczas istniejącej formacji w ugrupowanie pod nazwą Nowa Partia Demokratyczna – Zieloni. W wyborach z 16 marca koalicja byłego prezydenta skupiona wokół NDS uzyskała około 6% głosów i 18 mandatów, z których jeden ponownie przypadł Ivanowi Kariciowi.
Kilka miesięcy po wyborach Boris Tadić postanowił zarejestrować własną formację jako Nową Partię Demokratyczną. Zieloni Serbii powrócili wówczas do poprzedniej nazwy. Przed wyborami w 2016 podpisali porozumienie z Socjalistyczną Partią Serbii, dzięki czemu ich przewodniczący uzyskał poselską reelekcję. Współpracę kontynuowano również w 2020, jeden z liderów partii otrzymał miejsce w pierwszej trzydziestce listy wyborczej, co pozwoliło ugrupowaniu zachować poselską reprezentację. W 2022 i 2023 Ivan Karić otrzymywał osiemnaste miejsce na liście wyborczej koalicji skupionej wokół SPS, uzyskując w tych wyborach mandat deputowanego.